# Феррейра Нези, Луис
Луис Феррейра Нези (порт.-браз. Luiz Ferreira Nesi; 15 ноября 1902, Рио-де-Жанейро — 2000) — бразильский футболист, полузащитник.

## Карьера
Нези начал карьеру в клубе «Сан-Кристован» в 1920 году. В 1926 году футболист перешёл в «Васко да Гаму», где выступал четыре сезона. В 1929 году Нези стал с командой чемпионом штата Рио-де-Жанейро. По другим данным он играл за команду и в 1930, и в 1931 году, в частности участвовал с «Васко» в турне по Европе в 1931 году.
В составе сборной Бразилии Нези дебютировал 22 октября 1922 года в матче Кубка Рока с Аргентиной, в котором его команда одержала победу. В том же году он выиграл Кубок Родригеса Алвеса. Также в 1922 году Нези поехал с национальной командой на чемпионат Южной Америки, но на поле не выходил. В 1923 году он сыграл три матча на своем второй чемпионате Южной Америки. 9 декабря того же года он провёл свой последний матч за национальную команду.

## Международная статистика
| Матчи Нези за сборную Бразилии | Матчи Нези за сборную Бразилии | Матчи Нези за сборную Бразилии | Матчи Нези за сборную Бразилии | Матчи Нези за сборную Бразилии | Матчи Нези за сборную Бразилии | Матчи Нези за сборную Бразилии    |
| ------------------------------ | ------------------------------ | ------------------------------ | ------------------------------ | ------------------------------ | ------------------------------ | --------------------------------- |
| №                              | Дата                           | Место проведения               | Оппонент                       | Счёт                           | Голы                           | Турнир                            |
| 1                              | 22 октября 1922                | Сан-Паулу                      | Аргентина                      | 2:1                            | −                              | Кубок Рока                        |
| 2                              | 29 октября 1922                | Сан-Паулу                      | Парагвай                       | 3:1                            | −                              | Кубок Родригеса Алвеса            |
| 3                              | 11 ноября 1923                 | Монтевидео                     | Парагвай                       | 0:1                            | —                              | Чемпионат Южной Америки           |
| 4                              | 18 ноября [193                 | Монтевидео                     | Аргентина                      | 1:2                            | —                              | Чемпионат Южной Америки           |
| 5                              | 22 ноября 1923                 | Монтевидео                     | Парагвай                       | 2:0                            | —                              | Кубок Родригеса Алвеса            |
| 6                              | 25 ноября 1923                 | Монтевидео                     | Уругвай                        | 1:2                            | —                              | Чемпионат Южной Америки           |
| 7                              | 28 ноября 1923                 | Дурасно                        | Комбинадо (Дурасно)            | 9:0                            | —                              | Товарищеский матч                 |
| 8                              | 2 декабря 1923                 | Буэнос-Айрес                   | Аргентина                      | 2:0                            | —                              | Кубок Дружбы Бразилии и Аргентины |
| 9                              | 9 декабря 1923                 | Буэнос-Айрес                   | Аргентина                      | 0:2                            | —                              | Кубок Рока                        |

## Достижения
- Обладатель Кубка Рока: 1922
- Обладатель Кубка Родригеса Алвеса: 1922, 1923
- Чемпион штата Рио-де-Жанейро: 1929